# Zapolice
Zapolice ist ein Dorf und Sitz der gleichnamigen Gemeinde im Powiat Zduńskowolski der Woiwodschaft Łódź, Polen.

## Gemeinde
Zur Landgemeinde Zapolice gehören folgende Ortsteile mit einem Schulzenamt:
| Beleń Branica Holendry Jelno Jeziorko Kalinowa Marcelów | Marżynek Młodawin Paprotnia Pstrokonie Ptaszkowice Rembieszów Rembieszów-Kolonia | Rojków Strońsko Swędzieniejewice Świerzyny Woźniki Wygiełzów Zapolice |

Weitere Ortschaften der Gemeinde sind Beleń-Kolonia, Branica-Kolonia, Młodawin Dolny und Zamoście.